# Joinville Esporte Clube
El Joinville Esporte Clube és un club de futbol brasiler de la ciutat de Joinville a l'estat de Santa Catarina.

## Història
El Joinville va ser fundat el 29 de gener de 1976, després de la fusió de l'América Futebol Clube i el Caxias Futebol Clube. L'América FC havia estat fundat el 1914 i s'havia anomenat CF Joinvilense. El Caxias FC havia nascut el 1920.
L'època daurada del club va ser als anys vuitanta, quan guanyà vuit campionats estatals consecutius.

## Palmarès
- 12 Campionat catarinense: 1976, 1978, 1979, 1980, 1981, 1982, 1983, 1984, 1985, 1987, 2000, 2001